# Веретеново (Ярославская область)
Веретеново — деревня Арефинского сельского поселения Рыбинского района Ярославской области.
Деревня стоит на правом высоком, около 20 м берегу реки Ухра, выше по течению и к востоку от центра сельского поселения села Арефино, на расстоянии 9 км по прямой. Это последняя деревня Арефинского сельского поселения вверх по правому берегу Ухры. От Веретеново вниз по правому берегу начинается дорога, связывающая деревню с центром сельского поселения. Ближайшая в этом направлении деревня Скоково удалена на 1,5 км к юго-западу. Выше по течению, на расстоянии 0,5 км к северо-востоку находится устье правого притока Ухры, реки Вогуй. На реке Вогуй, на расстоянии около 0,5 км от устья располагается деревня Починок–Болотово, наиболее крупная деревня в восточной части поселения. К ней от Веретеново в северо-западном направлении идёт просёлочная дорога длиной около 1 км .
Деревня Веретенова обозначена на плане Генерального межевания Рыбинского уезда 1792 года.
На 1 января 2007 года в деревне Веретеново не числилось постоянных жителей . Почтовое отделение, расположенное в деревне Починок–Болотово, обслуживает в деревне Веретеново 1 дом .